# Johann Thomas Cludius
Johann Thomas Cludius (* 22. November 1585 in Helmstedt; † 14. Dezember 1642 ebenda) war ein deutscher Jurist und Hochschullehrer an der Universität Helmstedt.

## Leben und Wirken
Johann Thomas Cludius, der Sohn des Helmstedter Rechtsprofessors Andreas Cludius und Elisabeth Steckel, studierte Rechtswissenschaften in Helmstedt und Jena. Zu seinem Freundeskreis gehörten die Dichter Daniel Heinsius und Dominicus Baudius, die er auf einer Reisen nach Leyden kennenlernte. Nach seiner Promotion in Basel (1614 ?) erhielt er einen Ruf auf einen Lehrstuhl für römisches Privatrecht an der Universität Helmstedt.
1625 wurde der Universitätsbetrieb in den Wirren des Dreißigjährigen Krieges eingestellt. Cludius flüchtete nach Braunschweig. Um seinen Lebensunterhalt zu verdienen, erstellte er dort mit seinen ebenfalls geflohenen Helmstedter Fakultätskollegen Johann Stucke, Heinrich Andreas Cranius und Johann Wissel unter dem Namen „Ordinarius, Dechand, Senior u. a. Doctores der jur. Fac. in Braunschweig“ entgeltliche Rechtsgutachten für Gerichtsprozesse. Nach Wiederaufnahme des Lehrbetriebs an der Universität Helmstedt kehrte Cludius 1628 auf seinen Lehrstuhl zurück.
Die wissenschaftlichen Werke von Johann Thomas Cludius umfassen vorwiegend Disputationen, unter anderem zu privatrechtlichen Streitfragen.
Sein Grabdenkmal und das seiner Ehefrau befand sich in der Helmstedter St. Stephani-Kirche.

## Werke (Auswahl)
- De Pignoribus Et Hypothecis, 1621
- De Obligationibus, Quae Quasi Ex Contractu Nascuntur, Lucius 1638
- De Differentiis Utriusque Ivris, Lucius 1639
- De praelatione creditorum in concursu, 1642